# Left Outside Alone
Left Outside Alone è un brano musicale rock/R&B della cantautrice statunitense Anastacia, pubblicato nel 2004 come primo singolo estratto dal suo terzo album, l'eponimo Anastacia. La canzone è scritta da Anastacia, Dallas Austin e Glen Ballard.

## Descrizione

### Antefatti
All'età di 7 anni Anastacia subisce la separazione dei propri genitori, dopo un matrimonio durato 18 anni. La madre, Diane Hurley, decide di trasferirsi da Miami a New York insieme ai tre figli, con cui si stabilisce in un piccolo appartamento nella West Side di Manhattan, dove le difficoltà non tardano ad arrivare. Diane si ritrova da sola, con una carriera di attrice teatrale e tre figli da accudire, di cui il terzogenito, Brian Newkirk, affetto da autismo.
Il padre, Bob Newkirk, che soffre di disturbi bipolari, ha una carriera da crooner avviata. Canta in piccoli locali americani e riceve consensi dalla critica musicale. I rapporti con Anastacia si fanno sempre più freddi, tanto che la cantante decide, all'età di 17 anni, di non volerlo più incontrare.
Dopo il successo di Anastacia, l'uomo viene rintracciato da due giornalisti del Sunday Mirror nel 2002. È nella sua abitazione a St. Louis, dove vive con la seconda moglie Suzi e la figliastra Cherie, rimasta cieca in età adolescenziale a causa di un incidente stradale. Solo in quel momento viene a conoscenza dell'identità della figlia. Aveva sentito Anastacia alla radio, ma non pensava si potesse trattare di sua figlia.
Le sue dichiarazioni hanno vasto eco nel mondo:
Durante l'intervista rivela la vera età anagrafica di Anastacia, che fino ad allora aveva sempre dichiarato di essere nata nel 1973. Non ha 29 anni, bensì 34, essendo nata nel 1968.
Le dichiarazioni della figlia sono discordanti:
Nel 2003, durante la convalescenza per il primo cancro al seno di Anastacia, il padre tenta di rintracciarla, senza ricevere risposta:
Il travagliato rapporto viene trattato in Left Outside Alone, che l'artista decide di scrivere per escludere in via definitiva la possibilità di riconciliarsi con il padre.
Bob Newkirk muore il 13 aprile 2005 all'età di 68 anni, mentre Anastacia è impegnata in un tour mondiale. L'epilogo non la lascia indifferente, in quegli attimi viene travolta da emozioni contrastanti. Confessa che da quel momento in poi l'esecuzione del brano diventa emotivamente più difficile, tutte le domande che conserva nel cuore non potranno più ricevere risposte. Nonostante la tristezza, avverte un'energia positiva, può perdonarlo sentendosi libera di parlarne.

### Composizione
Left Outside Alone è scritta nella tonalità di Rem con un tempo di 109 colpi al minuto. L'introduzione è caratterizzata da un arpeggio di chitarra acustica che risuona in stile spagnolo.
Successivamente entra la voce dell'artista, che utilizza un registro vocale inusuale per l'ascoltatore, un tono operistico che non la rende riconoscibile all'istante: durante la stesura del testo è fisicamente provata dalle cure per debellare un cancro al seno, registra delle demo interamente in falsetto poiché debole e sprovvista di potenza nel tono vocale.
Decide di mantenere l'introduzione con quella voce, scelta stilistica dettata dalla voglia costante di rompere le regole. Insieme a David Massey, Anastacia realizza una seconda "gag" (la prima nel video di I'm Outta Love), confondendo le orecchie del pubblico.
Massey dichiara a Billboard:
Dopo l'introduzione il brano si sviluppa nella sequenza di accordi Rem–Si♭–Do–La. La musicalità si scosta dai precedenti lavori dell'artista, che inventa un nuovo stile musicale chiamato sprock, un mix di soul, pop e rock. Pioniera di questo nuovo modo di fare musica, continua a non volere nessuna etichetta di genere.
La batteria scandisce il ritmo, accompagnata dal basso. Nell'inciso entrano con prepotenza le chitarre elettriche di Dallas Austin, Tim Pierce e Tony Reyes, che conferiscono al brano un tono più aggressivo.

### Temi trattati
Anastacia scrive il testo per dare un addio definitivo al padre. Non vuole più sentirne parlare e non accoglie nessuna richiesta di sostegno da parte di quest'ultimo. Scrive della delusione ricevuta da questo uomo, che abbandona la famiglia quando Anastacia è ancora una bambina. Le parole descrivono diversi stati d'animo, un'esasperazione emotiva evidenziata dal tono di voce che decide di utilizzare: rabbia, delusione, rancore, illusione. Il brano è uno sfogo volto a lasciarsi alle spalle tutto quello che è stato.
(Left Outside Alone)
L'artista rimprovera il padre con urla di frustrazione. Il testo simboleggia quello che Anastacia ha provato durante la propria crescita personale senza avere accanto la figura paterna, una privazione di cui non si capacita in quanto trova paradossale mettere al mondo un pezzo di sé e successivamente non curarsene.
Nel regno della musica pop, poche canzoni riescono a catturare la sensazione penetrante dell'abbandono e del tumulto interiore in modo così potente come Left Outside Alone. Con una voce che porta il peso dell'emozione cruda e una melodia che graffia le corde del cuore, Anastacia trasmette una narrazione che è tanto universale quanto personale. Oltre al ritornello orecchiabile e all'arrangiamento avvincente intriso di rock, si cela un racconto sulla ricerca di conforto e connessione in un mondo che a volte sembra freddo e indifferente. Left Outside Alone attinge alla psiche di chiunque si sia mai sentito trascurato, ignorato o non amato, rendendolo un inno senza tempo di introspezione e desiderio.

#### Il grido per un finale da favola: una dissezione del desiderio[34]
Le prime righe di Left Outside Alone preparano immediatamente il terreno per un racconto di desideri insoddisfatti. Anastacia parla di aspettare che la proverbiale "favola" arrivi sulla sua strada, illuminando un profondo desiderio umano di un lieto fine che riscatti le difficoltà che incontriamo. Il suo uso di immagini da fiaba evoca un senso di innocenza e nostalgia, in netto contrasto con la cruda realtà del sentirsi "insicuri" e "distrutti". Nel contesto della canzone, la fiaba diventa una metafora dell'amore curativo e trasformativo che la protagonista cerca. Nonostante le chitarre ruvide e il ritmo incalzante, il desiderio di Anastacia di un significato in una "fantasia senza senso" espone la fragilità che si cela sotto la superficie del suo aspetto ribelle.
(Left Outside Alone)

#### Una melodia avvolta nella disperazione: comprendere il dolore di Anastacia[34]
Left Outside Alone è più di una semplice canzone di rottura; è una profonda espressione di dolore esistenziale. Quando Anastacia dà vita ai versi "Lasciata rotta vuota nella disperazione, voglio respirare, non riesco a trovare aria", dà voce a una sensazione viscerale di soffocamento, una paura universale di essere confinati in un vuoto emotivo. La voce dell'artista oscilla tra vulnerabilità e potenza, rispecchiando perfettamente la dualità delle emozioni umane nei momenti di difficoltà. La sensazione di ansimare per respirare diventa una potente allegoria della lotta per cercare affetto e riconoscimento in un ambiente apparentemente indifferente.

#### Giocare con i cuori: il tradimento che conosciamo fin troppo bene[34]
Mentre il testo si dipana, Anastacia affronta l'inflizione di una crudeltà casuale confrontandosi con il tema universale dell'essere manipolati, che risuona con chiunque si sia sentito sfruttato o svalutato in una relazione. Con una critica feroce rivolta al padre, c'è un palpabile senso di potere che accompagna la colpa. Attraverso questo rimprovero, la canzone rivela la forza che emerge dal riconoscere il proprio valore nonostante l'incapacità di un altro di farlo.
(Left Outside Alone)

#### Le ferite invisibili: decifrare il significato nascosto della canzone[34]
A prima vista, Left Outside Alone potrebbe sembrare che tratti esclusivamente di rifiuto romantico, ma scavando più a fondo rivela strati di lotta personale e resilienza. L'artista attinge alla vena dell'esperienza umana, affrontando non solo il dolore di non essere amati, ma anche il più ampio senso di alienazione dal divino o dalla presenza universale in cui molti cercano conforto. La toccante supplica al "Padre Celeste" sottolinea una ricerca latente di redenzione spirituale o di un segno di protezione divina. È questa intersezione di desiderio terreno ed etereo che conferisce al brano il suo fascino multidimensionale e la sua profondità filosofica.

#### Echeggiare nell'eternità: versi memorabili che definiscono un'epoca[34]
Certi testi si ritagliano una nicchia nel cuore della cultura pop, e Left Outside Alone è pieno di tali gemme. Frasi come "Ad essere lasciati fuori da soli, quando fa freddo qui fuori" e "Ho creduto in una fantasia senza senso" catturano un sentimento che trascende il tempo e lo spazio, radicandosi nella coscienza collettiva degli ascoltatori. Gli impatti duraturi della canzone non sono casuali. Derivano dalla capacità dell'artista di articolare un'esperienza profondamente umana con il tipo di semplicità poetica che rimane riconoscibile anni dopo la sua uscita. Questa bellissima tragedia di una canzone, perdura ricordandoci il complesso arazzo di emozioni umane che la musica può ritrarre così vividamente.

## Accoglienza
Left Outside Alone riceve il plauso universale della critica e del pubblico. Scala le classifiche di quasi ogni paese e diventa il singolo più venduto al mondo nel 2004. Rimane per 15 settimane consecutive al numero uno in tutte le classifiche europee e diventa il secondo singolo più venduto in Europa nel 2004.
L'editore di AllMusic Matthew Chisling scrive: "Tra le tracce più forti dell'album c'è Left Outside Alone [...] in cui Anastacia rimprovera l'ascoltatore con grida di frustrazione in un pop/rock di qualità".
Andy Gill, editore del The Independent, afferma che questa canzone è "la fonte della vulnerabilità."
Dom Passantino di Stylus Magazine scrive che Left Outside Alone: "Inizia come se fosse cantata dallo Spirito Santo (supponendo che Kate Bush sia il padre e Tori Amos sia il figlio) [...] Poi Anastacia riporta lo stile alla sua voce normale, chiamarla normale sembra fallace". In seguito elogia il brano con queste parole: "Singolo veramente interessante, veramente sperimentale e veramente buono".
L'editore di Yahoo! Music Dann Ginoe loda la canzone: "Il familiare lamento della sirena dell'incursione aerea alla fine entra in azione, ma sta urlando in un ritornello insolitamente ringhiante e agitato dalla chitarra. Sì, esatto, Anastacia è diventata rock".
A distanza di decenni viene definito uno degli inni pop/rock più amati e conosciuti di sempre.

## Video musicale
Girato a Burbank in California, nel febbraio 2004, la prima versione del video è diretta da Bryan Barber e viene rilasciata in tutto il mondo escluso il Nord America.
La seconda versione, girata tra il 19 e 20 maggio 2005 a Los Angeles in California, è diretta da David Lippman e Charles Mehling. Viene pubblicata prevalentemente per il mercato americano.

### Sinossi

#### Versione 1
Il video inizia con Anastacia che canta i primi versi del brano mentre si trova su un ponte. Dietro di lei un frenetico traffico stradale. Indossa i suoi caratteristici occhiali da vista, dei pantaloni in pelle e una maglia bianca in pizzo con sopra un gilet in pelle.
La scena successiva vede l'artista camminare per la strada fino ad arrivare ad un'automobile. Indossa occhiali, dei jeans e una camicia bianca stile medievale con sopra un corsetto nero. Nel tragitto, attaccato a un palo, si nota un poster che trasmette l'artista mentre canta il brano. In quelle immagini, Anastacia si mostra senza occhiali da vista. Il poster pubblicizza un suo spettacolo che avrà luogo in un club underground alle 22.
Ferma il suo cammino e si mette alla guida di un'automobile per recarsi sul luogo dell'evento. Nel percorso accosta accanto ad una Smart Roadster, dove vede sé stessa in atteggiamenti intimi con un uomo. Rimette in moto e arriva a destinazione. Scendendo dalla macchina si accorge che la gente in strada sta ballando al ritmo della sua canzone, entra nel club e termina il video.

#### Versione 2
Completamente differente dalla prima versione, in questo video Anastacia si trova sola in un castello, esegue il brano sdraiata su un letto circondata da candele. Un'atmosfera gotica che conferisce al brano un tema più solenne.
Anastacia indossa un baby-doll nero in pizzo e in alcune scene uno bianco in pizzo. Per tutta la durata del video non indossa gli occhiali da vista.
Esce nel bosco adiacente al castello, si copre con una vistosa pelliccia nera. L'atmosfera è tetra e la nebbia offusca le azioni. Stringe tra le mani una colomba bianca, simboleggiando un passo decisivo verso il padre deceduto un mese prima e la libera in cielo per fargli giungere il suo perdono.

## Tracce
Australian CD single
1. "Left Outside Alone" (Radio Edit) – 3:40
2. "Get Ready" – 3:30
3. "Left Outside Alone" (Jason Nevins Global Club Edit) – 4:16

European CD maxi single
1. "Left Outside Alone" (Radio Edit) – 3:40
2. "Get Ready" – 3:30
3. "Left Outside Alone" (Jason Nevins Global Club Edit) – 4:16
4. "Left Outside Alone" (Jason Nevins Mix Show Edit) – 3:14
5. "Left Outside Alone" (M*A*S*H Rock Mix) – 4:04

European promo CD single
1. "Left Outside Alone" (Radio Edit) – 3:40

German limited 3" CD single (POCK IT!)
1. "Left Outside Alone" (Radio Edit) – 3:40
2. "Left Outside Alone" (Jason Nevins Global Club Edit) – 4:16

UK CD single
1. "Left Outside Alone" (Radio Edit) – 3:40
2. "Get Ready" – 3:30

UK promo maxi single
1. "Left Outside Alone" (Radio Edit) – 3:40
2. "Left Outside Alone" (Love To Infinity Mix)
3. "Left Outside Alone" (Soda Club Remix)
4. "Left Outside Alone" (Jason Nevins Remix)

U.S. CD maxi single
1. "Left Outside Alone" (Radio Edit) – 3:40
2. "Get Ready" – 3:30
3. "Left Outside Alone" (Jason Nevins Global Club Edit) – 4:16
4. "Left Outside Alone" (Jason Nevins Global Club) – 8:05
5. "Left Outside Alone" (Jason Nevins Mix Show) – 5:21

UK 12" promo single
- Side A:

1. "Left Outside Alone" (Jason Nevins Global Club Mix) – 7:51

- Side B:

1. "Left Outside Alone" (M*A*S*H Master Mix) – 6:23
2. "Left Outside Alone" (Jason Nevins Mix Show) – 5:21

U.S. promo CD single
1. "Left Outside Alone" (Jason Nevins Global Club) – 8:05
2. "Left Outside Alone" (Jason Nevins Global Club Edit) – 4:16

U.S. promo CD maxi single
1. "Left Outside Alone" (Jason Nevins Global Club Edit) – 4:16
2. "Left Outside Alone" (Jason Nevins Global Club) – 8:05
3. "Left Outside Alone" (Jason Nevins Mix Show Edit) – 3:14
4. "Left Outside Alone" (Jason Nevins Mix Show) – 5:21

U.S. 12" promo single
- Side A:

1. "Left Outside Alone" (Jason Nevins Global Club)

- Side B:

1. "Left Outside Alone" (M*A*S*H Master Mix) – 6:23
2. "Left Outside Alone" (Jason Nevins Mix Show) – 5:21

## Remix ufficiali
- Jason Nevins Global Club - 8:05
- Jason Nevins Mix Show Edit - 3:14
- M*A*S*H Rock Mix - 4:04

## Crediti e musicisti
I crediti sono estrapolati dal booklet di Anastacia.
Studi
- Registrata agli O'Henry Sound Studios (Burbank, California), Record One (Los Angeles, California) e ai Record Plant (Hollywood, California)
- Missata ai South Beach Studios (Miami, Florida)
- Masterizzata agli Sterling Sound (New York)

Musicisti
- Anastacia – testo, voce, cori, arrangiamento cori
- Glen Ballard - testo, produzione, tastiere
- Dallas Austin - testo, produzione, chitarre, tastiere, tamburi MIDI
- Tim Pierce - chitarre
- Tony Reyes - chitarre
- Colin Wolfe - basso
- Sean Hurley - basso
- Josh Freese - batteria
- Siedah Garrett - cori
- Lisa Vaughan - cori
- Audrey Wheeler - cori
- Ric Wake – produzione voci
- Thomas R. Yezzi – registrazione (voci)
- Rick Sheppard - produzione suono, produzione MIDI, registrazione
- Tom Lord-Alge - mix engineer
- Femio Hernandez - secondo mix engineer
- Cesar Guevara - assistente mix engineer
- William Malina - registrazione

## Classifiche
| Classifica (2004)                  | Posizione più alta |
| ---------------------------------- | ------------------ |
| Argentina                          | 1                  |
| Australia                          | 1                  |
| Austria                            | 1                  |
| Belgio(Vl)                         | 5                  |
| Belgio(Fia)                        | 7                  |
| Danimarca                          | 2                  |
| Europa                             | 2                  |
| Finlandia                          | 1                  |
| Francia                            | 9                  |
| Germania                           | 2                  |
| Grecia                             | 7                  |
| Irlanda                            | 2                  |
| Italia                             | 1                  |
| Mondo                              | 1                  |
| Norvegia                           | 2                  |
| Nuova Zelanda                      | 20                 |
| Paesi Bassi                        | 2                  |
| Portogallo                         | 1                  |
| Regno Unito                        | 3                  |
| Repubblica Ceca                    | 1                  |
| Romania                            | 10                 |
| Scozia                             | 1                  |
| Spagna                             | 1                  |
| Svezia                             | 6                  |
| Svizzera                           | 1                  |
| Ucraina                            | 1                  |
| Ungheria                           | 3                  |
| U.S. Billboard Adult Top 40        | 30                 |
| U.S. Billboard Hot Dance           | 5                  |
| U.S. Billboard Dance/Mix           | 22                 |
| U.S. Billboard Dance Singles Sales | 1                  |

## Cover e campionamenti
- A febbraio 2018 la cantante pop albanese Besa Kokëdhima pubblica una cover del brano.[71]
- Nel 2019 la cantautrice pop statunitense Ava Max pubblica il singolo So Am I come secondo estratto dell'album in studio Heaven & Hell. Il brano contiene un campionamento della melodia che Anastacia riproduce con la voce nell'intro, Ava Max la replica nell'inciso "Do you ever feel like a misfit? Everything inside you is dark and twisted...".[72]
- Nel 2020 il gruppo musicale finlandese Blind Channel pubblica come singolo la cover del brano in stile nu metal, inserita nella versione vinile del loro terzo album in studio Violent Pop.[73] Conseguentemente alla diffusione del brano, la loro popolarità sulle piattaforme musicali aumenta del 41%.[74] Joel Hokka e Niko Moilanen, nella copertina del singolo, indossano i caratteristici occhiali con le lenti colorate di Anastacia.[75]
- Il gruppo musicale rock alternativo/indie rock statunitense The Strokes, per il brano Ode To The Mets pubblicato nel 2020, si ispira alla melodia che Anastacia riproduce con la voce nell'inciso "All my life I've been waiting for you to bring a fairytale my way" e viene riprodotta dal suono della tastiera che accompagna il loro brano fino al termine.[76] Julian Casablancas ha sempre dichiarato che il suo amore per la musica pop ha sempre pervaso tutta la sua produzione indie. Tom Taylor del magazine britannico Far Out scrive: "Accade così che Anastacia abbia catturato una struttura di accordi che in qualche modo suonava come un'esasperazione emotiva ed è esattamente ciò che Casablancas stava cercando per chiudere l'album The New Abnormal, quindi ne ha fatto una solenne gemma indie".[76]
- Nel 2021 il musicista finlandese Jaakko Eino Kalevi pubblica una cover del brano in stile pop psichedelico.[77] Anche il video, diretto da Frank Holbein, fa riferimento all'originale di Anastacia.[78]
- Il 7 aprile 2023, il gruppo musicale britannico Malevolence pubblica come singolo per l'album The Aggression Sessions la cover del brano in stile deathcore.[79] Tammy Lomax del Metal Planet Music descrive così la riedizione del gruppo: "Hanno preso una delle canzoni pop più famose, l'hanno distorta e modellata in un gigantesco mostro metal".[80]
- Il 29 giugno 2023, il gruppo musicale italiano AnthenorA pubblica nel loro EP Need la cover del brano in versione heavy metal.[81]

## Left Outside Alone (Part 2)
Dieci anni dopo la pubblicazione del singolo, Anastacia, per l'uscita dell'album Resurrection, ne incide una nuova versione chiamata Left Outside Alone part 2, contenuta nella deluxe dell'album.
Il testo rimane invariato rispetto a quello del terzo album, ma cambia la vocalità e l'arrangiamento, che dal rock/R&B vira con decisione sul pop melodico, con un maggior uso di chitarre acustiche e pianoforte rispetto a quelle elettriche utilizzate nel 2004.
L'idea nasce dal desiderio di realizzare un remake di un suo brano passato. Una possibilità che l'artista vuole darsi per confrontarsi con le emozioni che prova nel presente rispetto ad alcuni suoi singoli. Revisiona l'arrangiamento di diverse canzoni e percepisce che Left Outside Alone è quello più appropriato da inserire nell'album.